# Lualaba (província)
Lualaba é uma das novas províncias da República Democrática do Congo, proclamada na Constituição de 2006. Foi desmembrada da antiga província de Catanga. Possui 1.677.288 habitantes (estimativa de 2005). Sua capital é a cidade de Coluezi.